# Kościół Matki Bożej Szkaplerznej w Nowym Kurowie
Kościół pw. Matki Bożej Szkaplerznej w Nowym Kurowie – zabytkowy, katolicki kościół filialny znajdujący się w Nowym Kurowie, w województwie lubuskim. Należy do parafii Świętych Apostołów Piotra i Pawła w Starym Kurowie.

## Historia i architektura
Kościół wzniesiono w 1900 dla lokalnej społeczności protestanckiej. Reprezentuje styl neogotycki. Jako katolicki poświęcony został 16 lipca 1946. W latach 90. XX wieku poddany generalnej renowacji.
Przy kościele funkcjonuje nowicjat należący do Zgromadzenia Sióstr Jezusa Miłosiernego.
Z uwagi na położenie jest obiektem chętnie fotografowanym przez miłośników kolei wraz z pociągami na linii dawnej Pruskiej Kolei Wschodniej (Ostbahnu).

## Galeria

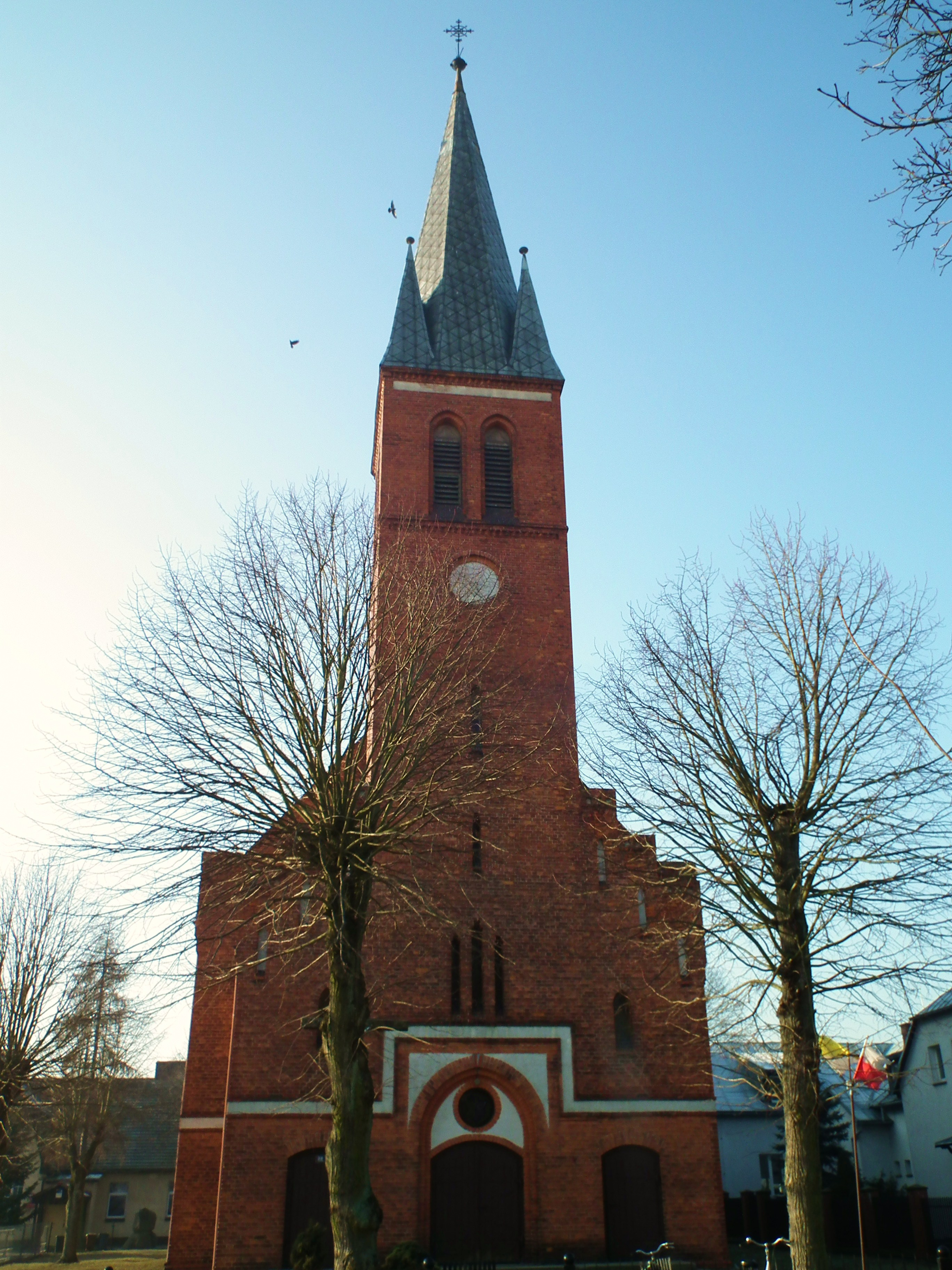
Widok od wschodu
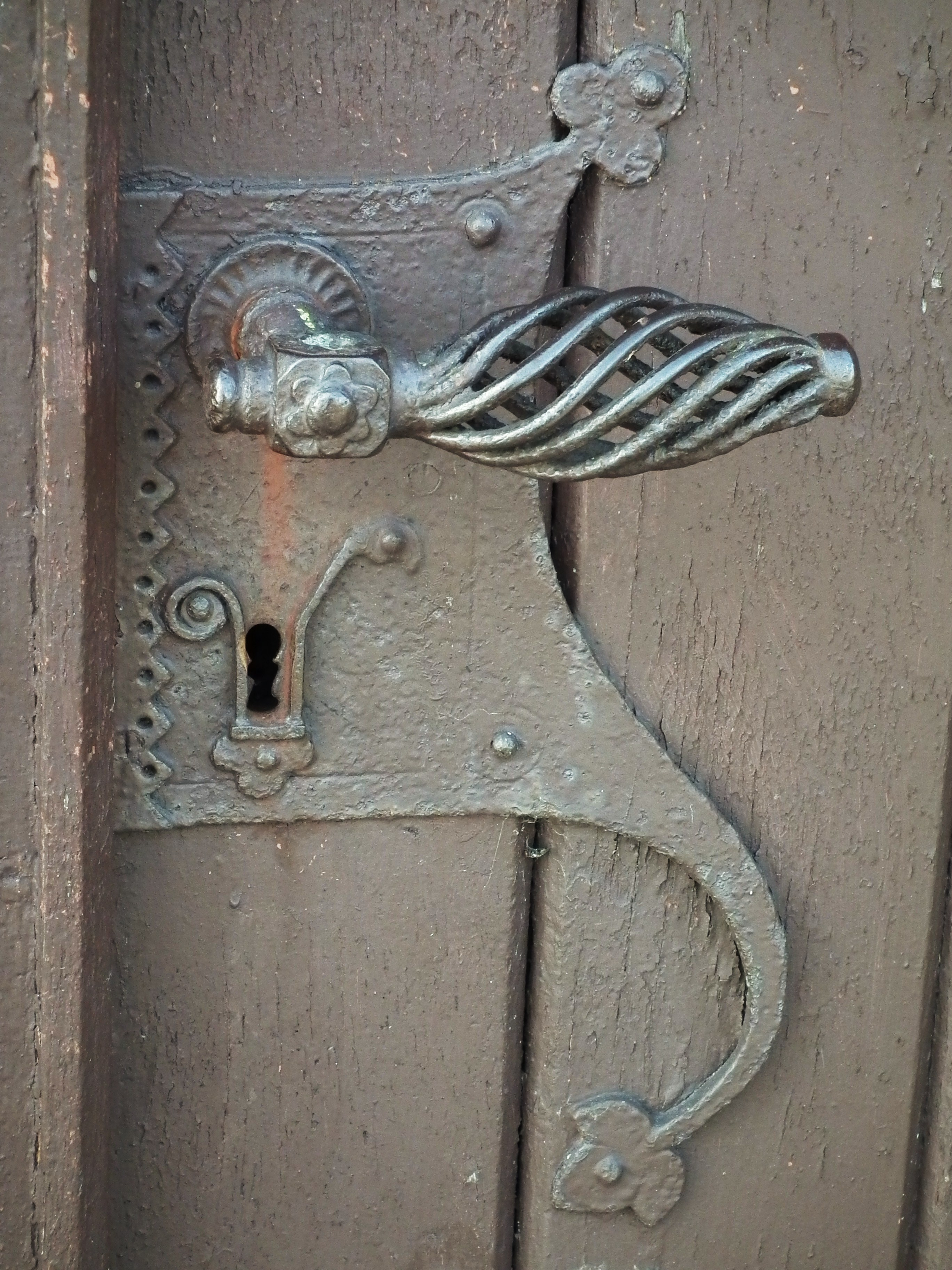
Detal
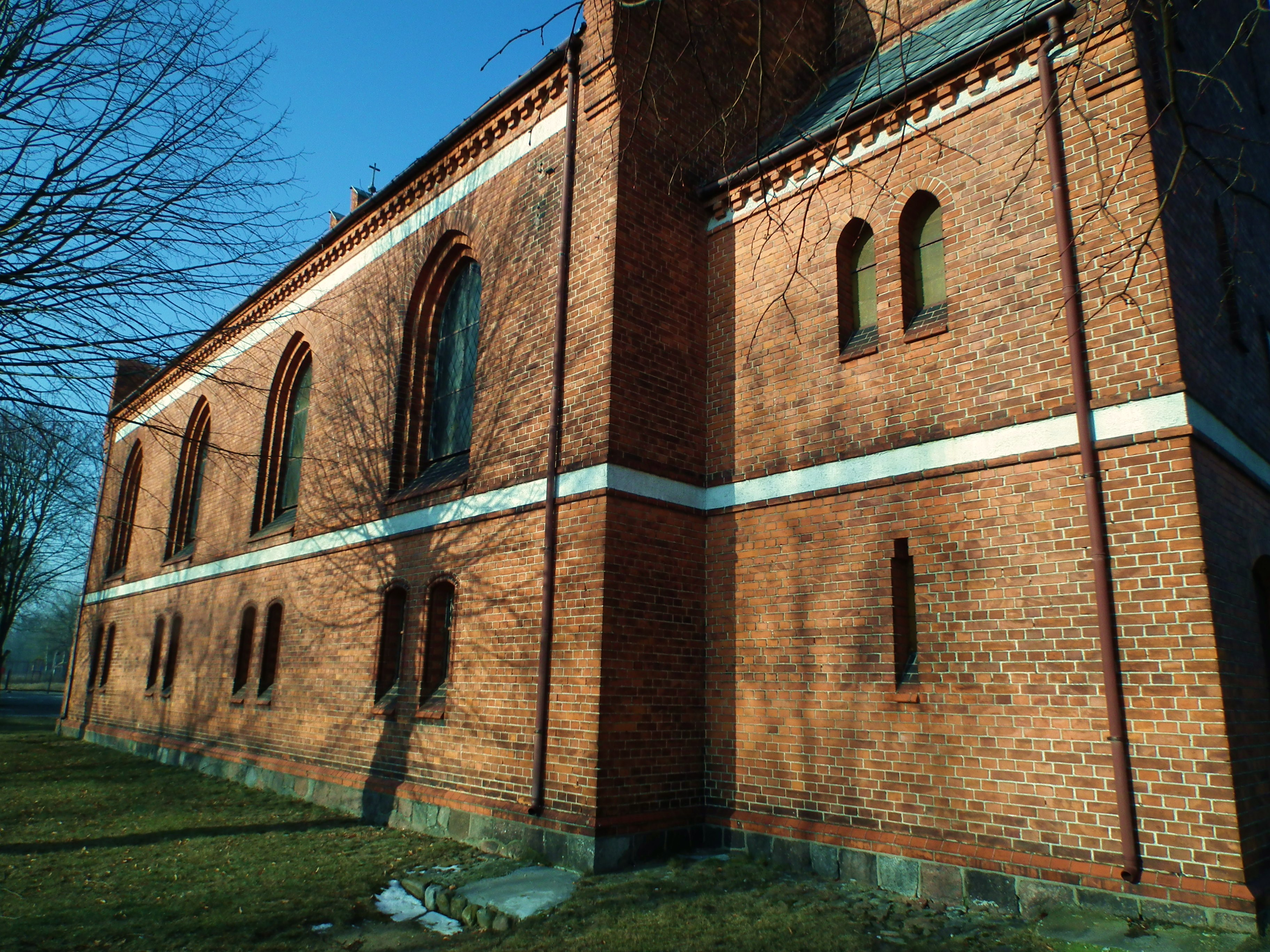
Ściana południowa